# Cortale
Cortale község (comune) Olaszország Calabria régiójában, Catanzaro megyében.

## Fekvése
A megye központi részén fekszik. Határai: Caraffa di Catanzaro, Cenadi, Girifalco, Jacurso, Maida, Polia, San Floro és Vallefiorita.

## Története
Valószínűleg a 9. században alapították a szaracén portyázások elől menekülő acconiai lakosok. Curtalo néven első említése a 14. századból származik. Középkori épületeinek nagy része az 1783-as calabriai földrengésben elpusztult. A 19. század elején vált önálló községgé, amikor a Nápolyi Királyságban felszámolták a feudalizmust.

## Népessége
A népesség számának alakulása:

## Főbb látnivalói
- Palazzo Cefaly
- Santa Maria Cattolica Maggiore-templom
- San Giovanni Battista-templom
- Santa Maria Cattolica-templom